# Simone Hart
Simone Hart (geboren 1994 in Linz) ist eine österreichische Kamerafrau. Ihr erster abendfüllender Kinospielfilm, Wenn du Angst hast nimmst du dein Herz in den Mund und lächelst in der Regie von Marie Luise Lehner, wurde bei den 75. Internationalen Filmfestspielen Berlin 2025 mit dem CICAE Art Cinema Award und dem Teddy Jury Award ausgezeichnet.

## Leben und Werk
Simone Hart interessierte sich als Jugendliche bereits für Fotografie und absolvierte die Matura an einem künstlerisch ausgerichteten Gymnasium, der Höheren Bundeslehranstalt für künstlerische Gestaltung Linz. Danach ging sie nach Wien, wo sie das Multimedia Kolleg an der Graphischen besuchte. Sie schloss ein Studium der Bildtechnik und Kamera an der Filmakademie Wien an. In dieser Zeit entstanden diverse Kurzfilme, die auf internationalen Festivals gezeigt und mehrfach ausgezeichnet wurden. Seither arbeitet sie als freie Kamerafrau an szenischen und dokumentarischen Projekten. 
Ihr erster Kinospielfilm, Wenn du Angst hast nimmst du dein Herz in den Mund und lächelst in der Regie von Marie Luise Lehner, hatte seine Weltpremiere auf der Berlinale 2025 und gewann dort den Teddy Jury Award, sowie den CICAE Art Cinema Award.
Sie ist Teil des Netzwerks bildgestaltender Kamerafrauen Cinematographinnen.

## Filmografie (Auswahl)
- 2018: Ene Mene (Kurzfilm) – Regie: Raphaela Schmid
- 2019: Fische (Kurzfilm) – Regie: Raphaela Schmid
- 2019: Fischstäbchen (Kurzfilm) – Regie: Adriana Mrnjavac
- 2020: Glimmen (Kurzdokumentarfilm) – Regie: Ken Rischard
- 2022: Mein Hosenschlitz ist offen. Wie mein Herz (Kurzfilm) – Regie: Marie Luise Lehner
- 2023: Im Traum sind alle Quallen feucht (Kurzfilm) – Regie: Marie Luise Lehner
- 2023: Land der Berge (Kurzfilm) – Regie: Olga Kosanovic
- 2023: Sexplanation (Miniserie) – Regie: Hanna Mathis
- 2024: Der Soldat Monika (Dokumentarfilm) – Regie: Paul Poet
- 2024: Wenn du Angst hast nimmst du dein Herz in den Mund und lächelst – Regie: Marie Luise Lehner
- 2025: Girls & Gods (Dokumentarfilm) – Regie: Arash T. Riahi & Verena Soltiz

## Auszeichnungen
- 2018: Beste Kameraarbeit für Mission Erfüllt, Okotoks Film Festival Kanada[5]
- 2022: Kurzfilmpreis für Hurenkind & Schusterjunge beim Comète Film Festival Paris

Fischstäbchen
- 2020: Bester Film, Bundesfestival junger Film Saarland
- 2021: Best Short Film, Omladinski Filmfestival Sarajevo
- 2021: Bester Film der Shortynale Klosterneuburg

Ene Mene
- 2019: Bester Kurzfilm, Diagonale – Festival des österreichischen Films in Graz
- 2020: Bester Kurzfilm, Kurz.Film.Zuckerl

Fische
- 2020: Bester Kurzfilm, Diagonale – Festival des österreichischen Films Graz
- 2020: Jurypreis (Österreich-Wettbewerb) und Publikumspreis, Vienna Shorts
- 2021: Bester Kurzfilm, Filmfestival Max Ophüls Preis

Mein Hosenschlitz ist offen. Wie mein Herz
- 2022: Bester Kurzfilm, Queertactics Kurzfilmpreis Goldene Medusa[6]
- 2022: Publikumspreis, dotdotdot Kurzfilmfestival

Glimmen
- 2022: Bester Kurzfilm (Young Jury Award), Festival Internacional de Cine de Gijón
- 2023: Publikumspreis, Ennesimo Film Festival
- 2023: Bester Dokumentarfilm, Luminous Frames Festival

Land der Berge
- 2023: Bester Nachwuchsfilm, Diagonale – Festival des österreichischen Films
- 2023: Social Responsibility Award, Vienna Shorts
- 2023: Best Fiction Film, Festival of Nations
- 2023: Best Austrian Film, Internationales Kurzfilmfestival Linz
- 2023: Best Short Film Award, Ljubljana International Film Festival
- 2024: Bester Kurzfilm, Trieste Film Festival
- 2024: Bester Mittellanger Film & Publikumspreis Mittellanger Film, Max Ophüls Preis
- 2024: Dahome Award, Landshuter Kurzfilmfestival
- 2024: Preis der Jugendjury und Publikumspreis beim Filmfestival Dresden
- 2025: Spielfilmpreis, Bamberger Kurzfilmtage

Wenn du Angst hast nimmst du dein Herz in den Mund und lächelst
- 2025: CICAE Art Award im Rahmen der 75. Internationalen Filmfestspiele Berlin
- 2025: Teddy Jury Award